# Robert Knjaz
Robert Knjaz (Zagreb, 6. svibnja 1971.), hrvatski televizijski voditelj, redatelj i glumac.
Pohađao je Tehničku školu Ruđera Boškovića u Zagrebu. Godine 2001. diplomirao je na Ekonomskomu fakultetu u Zagrebu (smjer marketing) te 2013. na Akademiji dramskih umjetnosti (magistar filmske i TV režije). Oženjen je i roditelj troje djece. Prvi mu je posao bio na Dugavskoj kabelskoj televiziji čijim je bio suosnivačem i suvlasnikom.
Nakon toga 1995. prelazi na OTV na kojoj je bio voditeljem emisije Serbus Zagreb te poslije voditelj i autor emisije Zaleđe, a kasnije i ravnateljem programa. Godine 1999. Knjaz prelazi na HTV, gdje je uređivao Svlačionicu, a pokreće i Nogometnu televiziju. Tih godina angažira se kao kolumnist u tjedniku Globus (Četiri uha - dva trbuha), a kasnije i kao autor i voditelj emisije Kod dva jablana na Radio 101. Nakon toga dobio je stipendiju State Departmenta te otišao na jednogodišnje stručno usavršavanje za novinare u SAD (Mexico State University), a kad se vratio u Hrvatsku, prelazi na RTL Televiziju.
Prvi projekt na RTL-u bio je nogometni putopis U Paklu Portugala 2, sniman prije i za vrijeme trajanja Europskoga nogometnog prvenstva u Portugalu 2004. Serijal je prikazivan u šest epizoda. Nakon toga, u jesen 2004. godine počinje sa snimanjem Mjenjačnice. U Mjenjačnici su se našle mnoge osobe iz hrvatskog javnog života i na jedan dan mijenjale s tzv. običnim ljudima. Nakon dvije sezone Mjenjačnice, snimao je putopisni show Koledžicom po svijetu za koju je nagrađen Večernjakovim ekranom za najoriginalniju emisiju te je ušao u završnicu izbota za najbolju europsku zabavnu emisiju prestižne nagrade "Rose d'Ore" (Zlatne ruže). Na RTL-u snima i emisiju Najveći hrvatski misteriji. Između ostalih nagrada izdvaja se nagrada Marija Jurić Zagorka za Talk-show Zaleđe te godišnja nagrada HRT-a za emisiju Svlačionica. Od 2010. godine vraća se na HRT gdje je često i redatelj, ali i producent HRT-ovih emisija Rekonstrukcija, Svlačionica 2, I to je Hrvatska, Klasici narodu i Hrvatski velikani. Na dodjeli medijske nagrade Zlatni studio 2023., osvaja nagradu za najboljeg TV novinara godine.
Robert Knjaz osnivač je i vlasnik televizijske i filmske produkcijske tvrtke Sirovina i sinovi, Potpisao je i ugovor s grupacijom Discovery Channel, koja neke njegove formate zastupa na međunarodnoj razini. Osim na televiziji, Knjaz je radio kao predavač na privatnom veleučilištu VERN' na kolegiju »Inovativne TV forme«, i snimio preko tristotinjak naslova namjenski filmova za mnoge renomirane trvrtke poput T-Com-a, Atlantic Grupe, A-1, Zagrebačke pivovare, TDR-a, Spar-a, DM-a,...itd.
 
Po vjeroispovijesti je katolik.

## Popis autorskih televizijskih djela
- "Zaleđe" - prikazivano na OTV-u, 30 epizoda
- "Svlačionica" - prikazivano na HTV-u 1, 30 epizoda
- "Nogometna televizija" - prikazivano na HTV-u 2
- "U paklu Portugala 2" - prikazivano na RTL-u, 9 epizoda
- "Mjenjačnica" - emitirano na - prikazivano na RTL-u, 28 epizoda
- "Koledžicom po svijetu" - prikazivano na RTL-u, 28 epizoda
- "Najveći hrvatski misteriji" - prikazivano na RTL-u, 14 epizoda[9]
- "Slučajni turist" - prikazivano na RTL-u, 10 epizoda
- "Rekonstrukcija" - prikazivano na HTV 2, 24 epizoda
- "I to je Hrvatska" - prikazivano na HTV 1 i HTV 2, HTV2, 50 epizoda
- "Klasici narodu" - prikazivano na HTV 3, 15 epizoda
- "Svlačionica 2" - prikazivano na HTV 2, 14 epizoda
- "Klasici narodu 2" - prikazivanona HTV 3, 12 epizoda
- "Autoportreti gledatelja" - prikazivano na HTV 3, 50 epizoda
- "Noćni kolegij" - prikazivano na HRT 3, 20 epizoda
- "Hrvatski velikani" - prikazivano na HTV 1, 8 epizoda (prva sezona)
- "Hrvatski velikani 2" - prikazivano na HTV 1,  8 epizoda (druga sezona)[10]
- "Najveće svjetske fešte" - prikazivano na HTV-u 1,  8 epizoda (prva sezona)
- "Najveće svjetske fešte" - prikazivano na HTV-u 1,  8 epizoda (druga sezona)
- "Pametan kao kokoš, tvrdoglav kao magarac" - prikazivano na HTV-u 1,  8 epizoda
- "Osjećaji" - prikazivano na HTV-u 1,  6 epizoda
- "Knjaz kod Vatrenih" - prikazivano na HTV-u, 6 epizoda
- "Pametan kao vrana, hrabar kao jež" - HRT 1, 8 epizoda
- "Knjazalište" - HRT 1
- "Najljepša europska sela" - HRT 1

## Filmografija
- Umjetnik na frontu - kratki dokumentarni, 1991.
- Pioniri  - kratki igrani, 1991.
- Konobar - dokumentarni, 1991.
- Dečko iz susjedstva - kratki igrani, ADU, 2010.
- Gostovanje - kratki igrani, ADU, 2011.
- Prekrasan dan - kratki igrani, ADU, 2013.
- Hrvatski velikani - Dokumentarno zabavna serija, 2017.

## Nagrade i priznanja
- 1993. - 1. nagrada Hrvatskog filmskog saveza za kratki film Umjetnik na frontu, te Pioniri
- 1998. - nagrada HND-a, Marija Jurić Zagorka, za talk-show Zaleđe
- 2002. - godišnja nagrada HRT-a za emisiju Svlačionica
- 2005. - posebna nagrada Hrvatskog novinarskog društva za "unaprjeđenje novinarskog izraza"
- 2008. - Večernjakov Ekran za najoriginalniju emisiju Koledžicom po svijetu
- 2008. - Luzern, Rose d'Ore,  finalna nominacija za najbolju europsku zabavnu emisiju (Koledžica)
- 2011. - nagrada za scenarij i produkciju, za kratki studentski film Gostovanje na festivalu FRKA, ADU Zagreb
- 2023. - Zlatni studio za TV novinara godine